# Chen Qigang
Chen Qigang, (陈其钢S, Chén QígāngP, pronunciato tʂʰə̌n t͡ɕǐkɑ́ŋ) (Shanghai, 28 agosto 1951), è un compositore cinese con cittadinanza francese. Ha vissuto in Francia dal 1984 e ha ottenuto la cittadinanza francese nel 1992.

## Biografia
Proveniente da una famiglia intellettuale, Qigang Chen iniziò i suoi studi musicali da bambino. Quando era adolescente si trovò ad affrontare la Rivoluzione Culturale e passò tre anni rinchiuso in una caserma, subendo una "rieducazione ideologica". Tuttavia la sua passione per la musica rimase incrollabile e, nonostante la pressione sociale e la politica anti-culturale, proseguì la sua formazione nella composizione.
Nel 1977 Qigang Chen era uno dei 26 candidati su duemila per essere accettato nella classe di composizione al Conservatorio Centrale di Pechino. Dopo cinque anni di studi con Luo Zhongrong, nel 1983 fu candidato alla competizione nazionale dove arrivò primo. Di conseguenza, fu l'unico nel suo campo ad essere autorizzato ad andare all'estero per proseguire gli studi universitari di composizione.
Fu l'ultimo studente di Olivier Messiaen, dal 1984 al 1988. I suoi primi cinque anni in Francia gli permisero di ampliare la portata della sua cultura e acquisire nuove conoscenze sulla musica del XX secolo.
Qigang Chen è uno dei compositori viventi più eseseguiti in tutto il mondo, conquistandogli molti riconoscimenti. Nel 2001 il suo lavoro orchestrale Wu Xing fu selezionato tra oltre 1000 voci come uno dei cinque finalisti del Masterprize Award, ospitato dalla BBC. Nel 2003 la EMI/Virgin Classics pubblicò un album dedicato alla sua musica, tra cui l'acclamata opera Iris devoilée (Iris svelata). Successivamente fu votato dalla rivista Gramophone come uno dei migliori dieci dischi del mese. Nel 2005 fu insignito del Grand Prix de la Musique Symphonique dal SACEM in riconoscimento della sua carriera. Ha lavorato come direttore musicale della cerimonia di apertura delle Olimpiadi del 2008 a Pechino. Più recentemente, nel 2013, è stato decorato con il Chevalier de l'Ordre des arts et des lettres dal governo francese.
Nel 2015 lanciò un laboratorio di composizione al Gonggen College in Cina, come piattaforma per dialoghi con e tra i giovani musicisti.

### Opere principali
- Wu Xing (I cinque elementi)
- Yuan (Origini)
- Reflet d'un Temps Disparu
- Iris Unveiled (Iris svelata)
- Extase
- Enchantement Oubliés
- Er Huang
- Joie Eternelle
- Luan Tan

## Elenco delle opere

### Musica da camera
- SAN XIAO (三笑) (1995) per 4 strumenti tradizionali cinesi (flauto di bambù, san xian, zheng, pipa)
- Commissionato da Radio France. Prima audizione l'11 febbraio 1996 a Radio France a Parigi (Festival Présence) dal Hua Xia Ensemble di Pechino sotto la direzione di Tsung Yeh.
  - Lunghezza: 11 min.
  - CD: di Huaxia Ensemble, Hugo HRP7174-2
  - CD: Virgin Classics/EMI 0946 3 44693 2 6
- Extase II道情2 (1997) per oboe e ensemble strumentale
  - Commissionato da Nieuw Ensemble. Prima audizione l'11 luglio 1997 ad Avignone (Festival Acanthes) di Ernest Rombout e il Nieuw Ensemble (Amsterdam) sotto la direzione di Ed Spanjaard.
  - Lunghezza: 17 min.
  - Gerard Billaudot Editeur
- L’Eloignement (走西口) (2003) per orchestra d'archi.
  - Commissionato dalla Stuttgart Chamber Orchestra. Nomenclature: 5, 4, 4, 3, 1 or 10, 8, 8, 6, 2
  - Lunghezza:15 min.
  - Gerard Billaudot Editeur - CD: di Orchestre
  - Philharmonique de Radio France, Direttore: Leonard Slatkin. Scheduled Virgin Classics 0946 344693 2 6
- Instants D'un Opéra de Pékin (京剧瞬间) (Nuova versione del 2004) per piano solo
  - Commissionato da Messiaen International Piano Competition 2000.
  - Lunghezza: 9 min.
  - Gerard Billaudot Editeur
- Extase III (道情3) (2010, arrangiamento di EXTASE) per oboe e gruppo strumentale tradizionale cinese
  - Prima audizione l'8 settembre 2010 a Parigi di Jean-Louis Capezzali e la Singapor Chinese Traditional Orchestra sotto la direzione di Tsung Yeh. Arrangiamento di Low Weilun
  - Lunghezza: 17 min.
  - Gerard Billaudot Editeur

### Musica da concerto
- Feu d’Ombres火影 (1990) per sassofono e ensemble strumentale
  - Commissionato dal Ministero della Cultura francese e da Les Grands Travaux du Bicentenaire. Prima audizione il 1 febbraio 1991 di Jean-Pierre Baraglioli e il 2E2M Ensemble sotto la direzione di Paul Méfano per il Festival Future Musique.
  - Lunghezza: 16 min. 30 sec.
  - Gerard Billaudot Editeur - CD: in 1993 MFA/REM
- Extase (道情) (1995) per oboe e orchestra
  - Commissionato dal Deutscher Kammerphilharmonie e dal Ministero della Cultura francese. Prima audizione l'11 ottobre 1995 a Brema (Germania) da Rodrigo Blumenstock e la Deutscher Kammerphiharmonie sotto la direzione di Thomas Hengelbrock.
  - Lunghezza: 17 min.
  - Gerard Billaudot Editeur
  - CD: Virgin Classics/EMI 0946 3 44693 2 6
- Reflet d'un Temps Disparu (逝去的时光) (1995-1996) per violoncello e orchestra
  - Commissionato da Radio France. Prima audizione il 23 aprile 1998 al Théâtre des Champs-Elysées di Parigi di Yoyo Ma e l'Orchestre National de France sotto la direzione di Charles Dutoit.
  - Lunghezza: 25 min.
  - Gerard Billaudot Editeur
  - CD: Virgin Classics 7243 5 45549 2 6
- La Nuit Profonde 夜深沉 (2001) per jinghu/jing erhu e orchestra 根据京剧曲牌夜深沉改编
  - Prima audizione il 27 maggio 2001 a Parigi dall'Orchester National de France.
  - Lunghezza: 5mn
  - Editions musicales Durand
- Un Temps Disparu (逝去的时光) (2002), per erhu (二胡, two-stringed Chinese violin) e orchestra
  - Commissionato da the Montréal Symphonic Orchestra e French Culture Ministry. erhu: Ma Xianghua. Prima audizione il 22 ottobre 2002 a Pechino sotto la direzione di Muhai
  - Lunghezza: 25 min.
  - Gerard Billaudot Editeur
  - CD: Naxos 8.570614
- Un Temps Disparu II (逝去的时光) (2012), per viola e orchestra
  - Commissionato da Shanghai Philharmonic Orchestra. Viola: YU Peijun. Creazione il 18 novembre 2012 sotto la direzione di Muhai Tang.
  - Lunghezza: 25 min.
  - Gerard Billaudot Editeur
- Er Huang 二黄 (2009) per piano e orchestra
  - Commissionato dalla Carnegie Hall. Prima audizione il 22 ottobre 2009 a New York di Lang Lang e la Juilliard Orchestra sotto la direzione di Michael Thomas Tilson.
  - Lunghezza: 15 min.
  - Boosey & Hawkes
  - CD: Naxos 8.570614
- Extase IV (道情4) (2011, arrangiamento di EXTASE) per oboe e Orchestra tradizionale cinese
  - Prima audizione nel giugno 2011 a Hong Kong da HUANG Zheng e l'Hong Kong Chinese Traditional Orchestra sotto la direzione di Yan Huichang. Arrangiamento di Low Weilun
  - Lunghezza: 17 min.
  - Gerard Billaudot Editeur
- Joie Eternalle (万年欢) (2013) per tromba in Do e orchestra
  - Co-Commissionato dalla BBC Proms, Zaterdag Matinee della Radio olandese, MDR e KT Wong Foundation
  - Prima audizione il 1 luglio 2014 a Pechino da Alison Balsom e la China Philharmonic sotto la direzione di YU Long.
  - Lunghezza: 23 min.
  - Boosey & Hawkes
- Luan Tan (乱弹) (2014–2015) per orchestra
  - Co-Commissionato da Hong Kong Philharmonic, Radio France e Royal Liverpool Philharmonic. Prima audizione il 21 aprile 2015 presso l'Hong Kong Cultural Center della Hong Kong Philharmonic Orchestra sotto la direzione di ZHANG Xian.
  - Lunghezza: 22 min.
  - Boosey & Hawkes

### Musica vocale
- Poème Lyrique II (水调歌头2) (1990) per baritono e ensemble strumentale
  - Commissionato dal Nieuw Ensemble (Amsterdam). Prima audizione il 2 aprile 1991 ad Amsterdam dal New Ensemble sotto la direzione di Ed Spanjaard.
  - Lunghezza: 12 min.
  - Gerard Billaudot Editeur
  - CD: nel 1993 MFA/REM
- Invisible Voices (看不见的声音) (2005) per 6 voci miste e grande orchestra.
  - Commissione: Stuttgart City & WDR Stuttgart Radio Symphony Orchestra. Prima audizione il 27 ottobre 2005 a Pechino dalla Stuttgart Radio Symphony Orchestra sotto la direzione di Sir Roger Norrington, voci: Stuttgart Neue vocalsolisten Nomenclature: Soprano, Mezzosoprano, Contralto, Tenore, Basso. 3.3.3.3 - 4.3.3.1 - hp, timpani, 4 percussionisti. 16, 14, 12, 10, 8
  - Lunghezza: 20 min.
  - Gerard Billaudot Editeur

### Musica sinfonica
- Yuan (Origini) (源) (1987–1988) per orchestra sinfonica
  - Commissionato da Radio France (1988). Vincitore del 27º Concorso Internazionale di composizione sinfonica a Trieste (Italia, 1988). Prima audizione il 5 luglio 1990 a Radio France dalla Philharmonic Orchestra di Radio France sotto la direzione di Yves Prin.
  - Lunghezza: 17 min.
  - Gerard Billaudot Editeur
  - CD: dell'Orchestre Philharmonique de Radio France. Virgin Classics/EMI 0946 3 44693 2 6
- Wu Xing (五行) (I cinque elementi) (1998-1999) per orchestra sinfonica
- Commissionato da Radio France per il programma di radiodiffusione.

1. Acqua (2'03)
2. Legno (1'54)
3. Fuoco (2'07)
4. Terra (2'13)
5. Metallo (2'00)

- - Lunghezza : 11 min.
  - Gerard Billaudot Editeur
  - CD : Virgin Classics/EMI 7243 5 45549 2 6
- Iris Devoilee (蝶恋花) (Iris svelata) (2001) suite concertata per grande orchestra, tre voci femminili e tre strumenti tradizionali cinesi.
  - Commissionato dalla Fondazione Koussevitzky e Radio France. Prima audizione il 6 febbraio 2002 per il Festival Présences di Radio France.
  - Nomenclatura: 3 soprani di cui uno sullo stile dell'Opera di Pechino, 3 strumenti tradizionali cinesi (Pipa, Erhu e Zheng) - 3.3.3.3 - 4.3.3.1 - 4 perc, pno (celesta), hp e archi (16.14.12.10. 8)

1. Ingegnoso (纯洁)
2. Casto (羞涩)
3. Libertino (放荡)
4. Sensitivo (神经质)
5. Tenero (温柔)
6. Geloso (嫉妒)
7. Malinconico (多愁善感)
8. Isterico (歇斯底里)
9. Voluttuoso (情欲)

- - Lunghezza: 44 min.
  - Gerard Billaudot Editeur
  - CD: Virgin Classics/EMI 7243 5 45549 2 6
- Enchantements Oubliés (失乐园) (2004) per orchestra d'archi, hp, pn, celesta e percussioni.
  - Commissione: Orchestre National de France. Nomenclatura suggerita da Kurt Masur.
- Nomenclatura: Hp, pn (celesta), timpani, 4 percussioni. 16, 14, 12, 10, 8
- Lunghezza: 19 min.
- Gerard Billaudot Editeur
- CD: Naxos 8.570614
- Ouverture Symphonique Instants D'un Opéra De Pékin (京剧瞬间) (2014) per orchestra sinfonica
  - Commissionato dalla Shanghai Symphony Orchestra per la grande apertura della Shanghai Symphony Hall dalla Shanghai Symphony Orchestra sotto la direzione di YU Long. Prima audizione il 6 settembre 2014 a Shanghai per l'inaugurazione della Shanghai Symphony Hall.
  - Lunghezza: 10 min.
  - Gerard Billaudot Editeur

### Musica strumentale ed elettronica
- Rêve D’un Solitaire (孤独者的梦) (1992–1993) per ensemble strumentale o orchestra ed elettronico
  - Commissionato dall'IRCAM (1992). Prima audizione il 28 aprile 1993 al Centre Georges Pompidou a Parigi dall'Ensemble InterContemporain sotto la direzione di Mark Foster.
  - Lunghezza: 22 min.
  - Gerard Billaudot Editeur

### Musica per balletto
- Raise The Red Lantern (Mogli e concubine) (大红灯笼高高挂) (2000)
  - Prima audizione il 2 maggio 2001 a Pechino dal Balletto Nazionale Cinese.
  - Lunghezza: 90 min.
  - Editions musicales Durand
  - CD: settembre 2005 della Virgin Classics/EMI 0946 3 34677 2 9

### Musica da film
- Sotto l'albero di biancospino (山楂树之恋) (2010), un film di Zhang Yimou.
  - Lunghezza: 110 min.
  - Produttore: New Images
  - CD: ottobre 2010 di Jing Wen
- Fiori di guerra (金陵十三钗) (2011), un film di Zhang Yimou.
  - Lunghezza: 140 min.
  - Produttore: New Images
  - CD: della Sony Classical/SME 88697-99256
- Ritorno a casa (归来) (2014), un film di Zhang Yimou.
  - Lunghezza: 109mm
  - Produttore: Le Vision Pictures
  - CD: della Sony Classical/SME 88843-05447

### Canzoni
- Io e te 我 和 你 (2008) per voce di uomo e donna
  - Canzone tematica dei 29 giochi olimpici a Pechino 2008
  - Prima audizione l'8 agosto 2008 a Pechino da LIU Huan e Sarah Brightman
  - Lunghezza: 3 min.
- Canzone tematica del film Sotto l'albero di biancospino (2010) per voce d'uomo
  - Lunghezza: 3 min.
- Madre e infanzia (母亲-童年) (2011) per voce d'uomo
  - Prima audizione il 1 gennaio 2011 a Putuo di Chang Shilei
  - Lunghezza: 5 min.
- Città Proibita invisibile (看不见的紫禁城) (2011) per voce d'uomo
  - Lunghezza: 3 min.
- Per incontrarci di nuovo, nei giorni passati (相会在昨天) (canzone del tema 2 per la promozione del film Ritorno a casa) (2014) per voce di uomo e donna
  - Lunghezza: 5 min. 24 sec.
- Seguendo le tue orme, fino alla fine del mondo (跟着你到天边) (canzone del tema 1 per la promozione del film Ritorno a casa) (2014) per voce d'uomo
  - Lunghezza: 3 min. 27 sec.
- Sogno (如梦), Canzone tematica per esecuzione dal vivo a Dragon Tiger Mountain, Jiangxi (2014) per voce femminile
  - Prima audizione di giugno 2014 alla Dragon Tiger Mountain (Jiangxi), in (Jiangxi) (江西龙虎山) cantato da Faye Wong

### Musica per progetti all'aperto
- Musica per la cerimonia di apertura dei 29 giochi olimpici (2008)

1. Pittura scorrevole (画卷)
2. Musica rituale (礼乐)
3. Io e te (我和你)

## Editori
- Gérard Billaudot Editeur (Parigi, dal 1985 al 2007)
- Boosey & Hawkes (Londra, dal 2008)
- Durand (per La Nuit Profonde e Alza la Lanterna Rossa)